# Etha flavofaciata
Etha flavofaciata là một loài tò vò trong họ Ichneumonidae.